# Miriam A. Ferguson

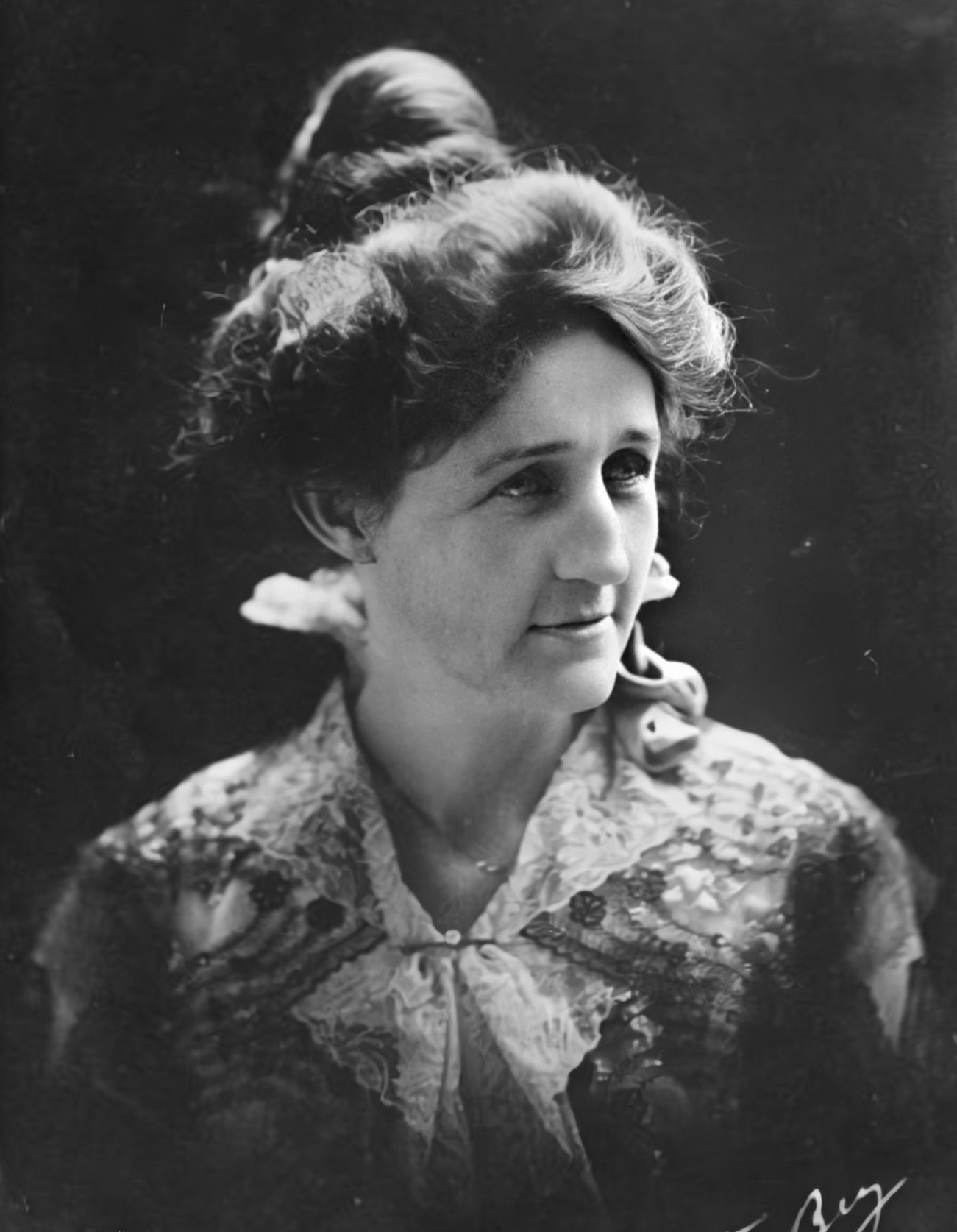
Miriam A. Ferguson

Miriam Amanda Wallace "Ma" Ferguson (Bell County (Texas), 13 juni 1875 – Austin (Texas), 25 juni 1961) was de eerste vrouwelijke gouverneur van Texas. Ze kwam op voor de Democratische Partij en vervulde twee ambtstermijnen, eenmaal van 1925 tot 1927 en een tweede maal van 1933 tot 1935.

## Levensloop
Zij werd geboren in Bell County (Texas) onder de naam Miriam Amanda Wallace en huwde op vierentwintigjarige leeftijd met James Edward Ferguson. Haar man was gouverneur van Texas van 1915 tot hij in 1917 werd afgezet wegens vermeende fraude. In 1924 stelde Miriam zich als kandidaat gouverneur voor, ze maakte duidelijk dat ze een marionet-kandidaat was voor haar man en zei dat kiezers, dat ze "twee gouverneurs voor de prijs van één" zouden krijgen. Tijdens haar campagne kwam haar man steeds op het podium. Een van haar slogans was, "ik voor MA (Miriam Amanda) en heb niets tegen Pa" ("Me for Ma, and I Ain't Got a Durned Thing Against Pa.").
In 1925 werd ze samen met Nellie Tayloe Ross, de eerste en tweede vrouwelijke gouverneur van de Verenigde Staten, in 1927 werd ze niet herkozen. In 1933 begon ze aan haar tweede ambtstermijn, midden in de Grote Depressie en was ze gedwongen besparingen in te voeren. De meest memorabele waren de ingrepen bij de Texas Ranger Division. De gevolgen waren onderbemanning en de glorieperiode van het gangsterisme, zoals Bonnie en Clyde en Raymond Hamilton. Ze loste het probleem op met de oprichting van de Texas Department of Public Safety (DPS).
Ze had twee dochters, Ouida Wallace Ferguson en Dorrace Watt Ferguson.